# Вулиця Ковбасюка (Біла Церква)
Вулиця Ковбасюка  — одна з центральних вулиць у місті Біла Церква. 
Бере свій початок з вулиці Ярослава Мудрого і виходить до вулиці Логінова. Названа на честь Заслуженого лікаря України Григорія Дем'яновича Ковбасюка, який з 1990 по 1998 рік працював завідувачем хірургічного відділення міської лікарні №2.